# Scheerapparaat

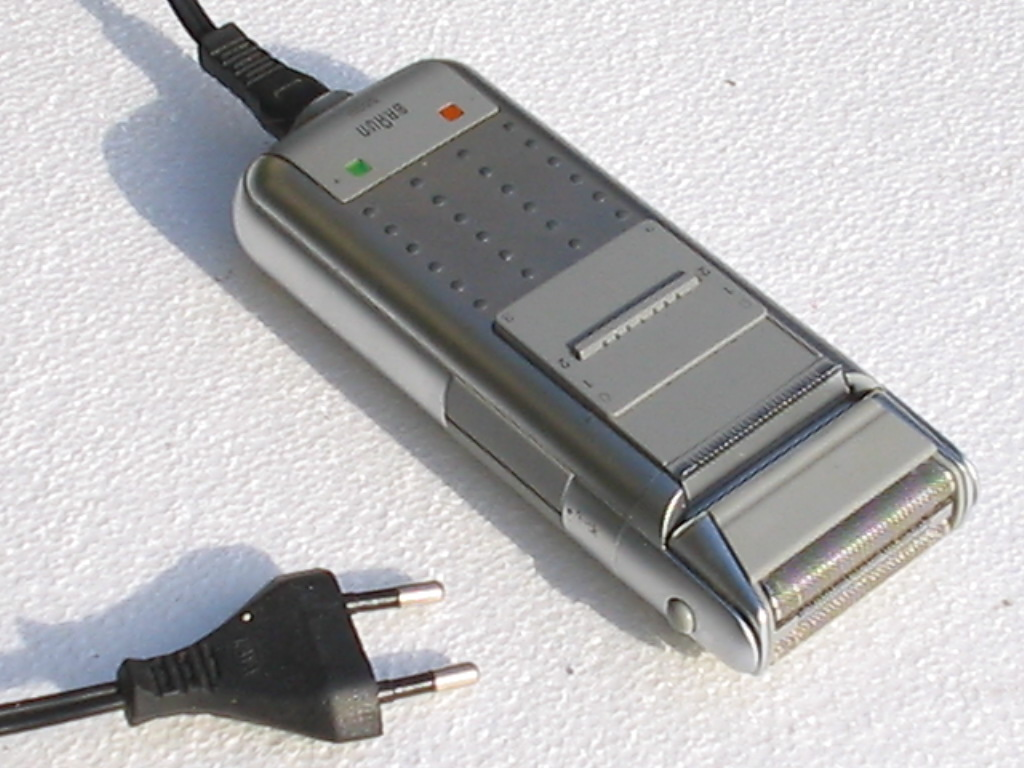
Elektrisch scheerapparaat (Braun)

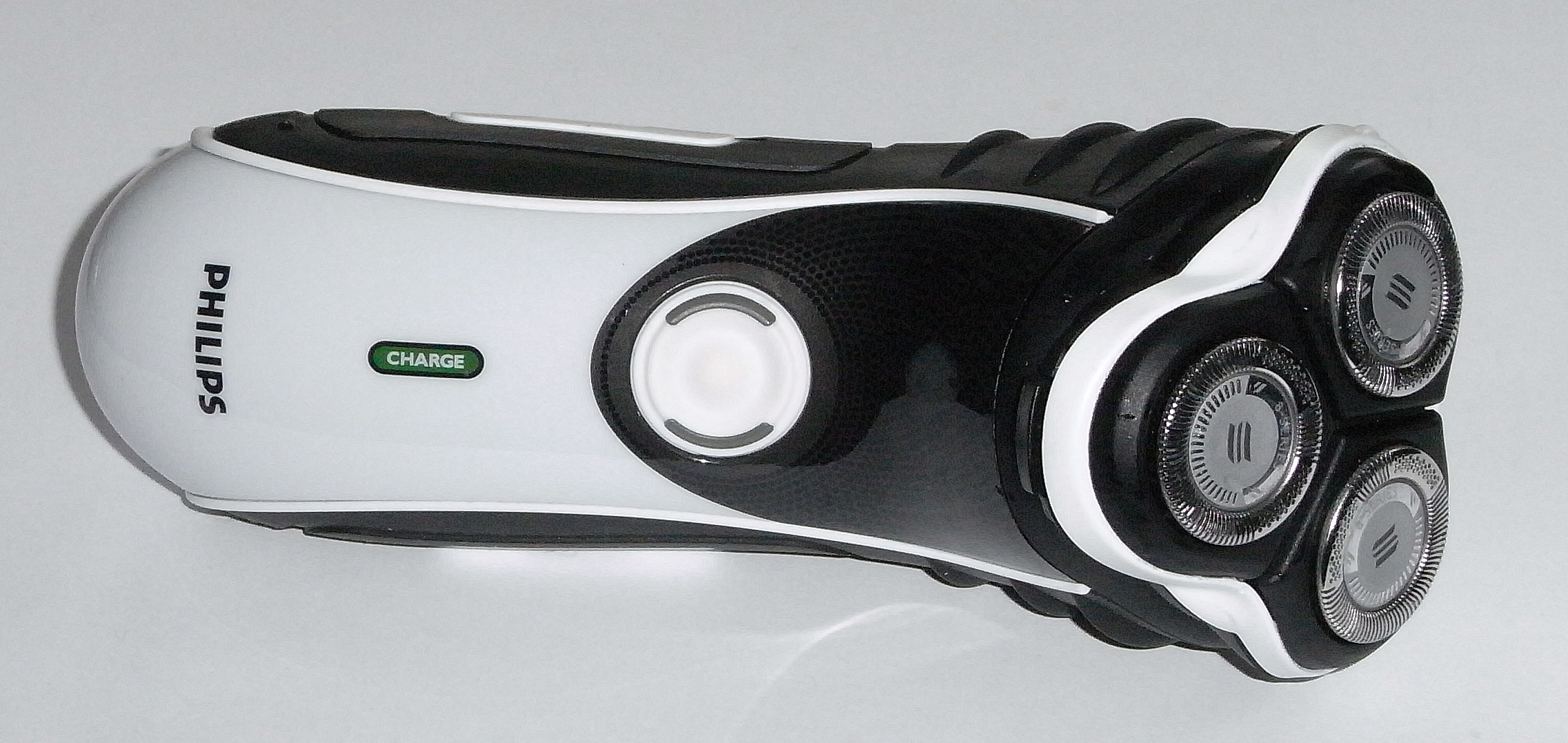
Elektrisch scheerapparaat (Philips)

Een scheerapparaat is een apparaat dat kan worden gebruikt om te scheren. Hoewel mannen veel vaker een elektrisch scheerapparaat gebruiken, zijn ze er ook voor vrouwen. Voor beide zijn er scheerapparaten met een oplaadbare batterij en apparaten op 230V. Vaak zit er een tondeuse op een scheerapparaat waarmee de langere bakkebaarden of nekharen kunnen worden verwijderd. Deze wordt ook wel trimmer genoemd.

## Scheermechanisme
De scheermechanismen zijn onder te verdelen in:
- roterende mesjes in een scheerkapje (b.v. Philips, Remington)
- mesjes op een heen en weer bewegend messenblok onder een folie (b.v. Braun, Remington)

Het elektrisch scheerapparaat (ook bekend als droogscheerder) is een elektrisch apparaat met een draaiend of oscillerend blad. Er is geen zeep en water nodig. Het werd in de jaren 30 ontwikkeld door de firma Schick.
Een andere belangrijke uitvinder was Prof. Alexandre Horowitz van de Philips Laboratoria, die het erg succesvolle concept van het draaiende elektrische scheermes ontwikkelde, de Philishave.

## Gladder scheren
Om de contour van de huid te volgen bedenken fabrikanten van scheerapparaten diverse mechanismen. Philips bedacht onder andere zwevende scheerkoppen (1959) om het gelaat beter te volgen, het Lift & Cut Systeem (1980) dat het haartje actief onder de huid optilt alvorens het af te snijden en de Reflex Action draaifunctie (1996), die maakte dat de volledige scheereenheid bewoog en niet alleen de individuele koppen.

## Droog en nat scheren
Naast onderscheid in scheermechanisme is er ook een onderscheid tussen droogscherende scheerapparaten, wasbare scheerapparaten en natscherende apparaten. De droogscherende apparaten mogen niet aan water worden blootgesteld. Ze bevatten geen afdichtingen en kunnen door water worden beschadigd. De wasbare scheerapparaten zijn wel waterdicht en kunnen worden afgespoeld. De natscherende apparaten zijn voorzien van een installatie waarmee tijdens het scheren een scheerzeep kan worden aangebracht op de huid.
Voor droogscheren is het het best om je huid goed te laten drogen, anders heb je niet het gladste resultaat.